# 덤 머니
"덤 머니"(영어: Dumb Money)는 2023년 개봉한 미국의 전기 코미디 드라마 영화이다. 크레이그 길레스피가 감독을 맡았으며, 게임스탑 쇼트 스퀴즈를 다룬 작품이다.

## 출연진

### 주연
- 폴 다노 - 키스 길 역
- 세스 로건 - 게이브 플롯킨 역
- 아메리카 페레라 - 제니 캠벨 역
- 쉐일린 우들리 - 캐롤 길 역
- 피트 데이비슨 - 케빈 길 역
- 세바스찬 스탠 - 블라드 테네브 역

### 조연
- 데인 드한 - 브래드 역
- 빈센트 도노프리오 - 스티브 코헨 역
- 닉 오퍼맨 - 켄 그리핀 역
- 안소니 라모스 - 마르코스 가르시아 역
- 탈리아 라이더 - 하모니 윌리엄스 역
- 마이할라 헤럴드 - 리리 파리소 역
- 루시 코타 - 바이주 바트 역